# Curcuma loerzingii
Curcuma loerzingii är en enhjärtbladig växtart som beskrevs av Theodoric Valeton. Curcuma loerzingii ingår i släktet Curcuma och familjen Zingiberaceae. Inga underarter finns listade i Catalogue of Life.